# 傑納西風景
《傑納西風景》（英語：Genesee Scenery）是美國畫家兼哈德遜河派創始人托马斯·科尔的布面油畫，在1847年完成。作品描繪了紐約州的傑納西河。

## 外部連結
- 美国国家公园管理局：解析托马斯·科尔 （页面存档备份，存于）